# 영국 공주 메리
글로스터와 에든버러 공작부인 메리(Princess Mary, Duchess of Gloucester and Edinburgh, 1776년 4월 25일 ~ 1857년 4월 30일)는 영국 국왕 조지 3세와 왕비 메클렌부르크슈트렐리츠의 샬럿 사이에서 태어난 넷째딸로 조지 4세의 넷째 여동생이며, 영국의 왕족이다. 그녀는 조지 3세의 여러 딸들 중에서도 가장 아름다웠고, 런던에 망명 중이던 네덜란드 총독 겸 오라녜 공 빌럼 5세 막내아들 프레데릭 폰 오라녜나사우와 사랑에 빠졌다. 그러나 메리의 언니들이 아직 결혼 전이었기 때문에 조지 3세는 이들의 결혼을 허락하지 않았고 프레데릭은 1799년 전쟁터에서 죽었다. 메리는 1816년 7월 22일 사촌오빠 글로스터와 에든버러 공작 윌리엄 프레더릭과 세인트 제임스 궁전에서 결혼했다. 두 사람에게는 자식이 없었고, 메리는 윌리엄이 죽자 리치먼드 공원의 화이트로지에서 살았다. 그녀는 오빠 조지 4세와 무척 사이가 좋았고 오빠와 마찬가지로 그의 아내 브라운슈바이크의 캐롤라인을 싫어했다. 빅토리아 여왕은 메리의 조카로, 그녀는 메리를 잘 따랐다고 한다. 메리는 조지 3세의 자식들 가운데 가장 장수했다.